# Haematobia spinigera
Haematobia spinigera är en tvåvingeart som beskrevs av Malloch 1932. Haematobia spinigera ingår i släktet Haematobia och familjen husflugor. Inga underarter finns listade i Catalogue of Life.